# Giovanni Battista Carlo Giuliari
Giovanni Battista Carlo Giuliari (Verona, 1810. április 22. – 1892. február 24.) gróf, olasz irodalomtörténész.

## Életútja
Nemes családi sarja. Szülővárosában végezte az általános és középiskolát, majd Rómában tanult teologiát. 1856-tól Veronában volt apát és a Biblioteca Capitolare könyvtárnoka. 

## Munkái
- Memoria bibliografica Dantesca (Verona, 1865)
- Sopra un condice di rime stimate inedite dell' Alighieri (uo. 1865)
- Cinque discorsi dell' Alighieri dalla sua statua in Verona (uo. 1865-1868)
- Degli studii di filologia comparata (uo. 1866)
- Colpo d'occhio sulle biblioteche d'Italia (Firenze, 1867)
- Trattato dei ritmi volgari di Gidino de Sommacampagna (Bologna, 1870)
- Il libro di Teodolo (uo. 1870)
- Delle emigrazioni letterarie italiane (Genova, 1871)
- Bibliografia del dialetto veronese (Bologna 1872)
- Storia della misuca sacra in Verona e delle sue opere a tampa al cadere del secolo XV (Bologna, 1876)
- Fr. Petrarca e la sua scoperta delle epistole di M. T. Cicerone in Verona (Firenze, 1876)
- Diplomi imperiali recentemente scoperti (Velence, 1879)
- Monumenti per la stroia veronese (Verona, 1880)
- La convertione di San Paolo ed il suo apostolato (uo. 1881)
- Istoria monumentale letteraria, paleografica della Capitolare Biblioteca di Verona (Velence, 1882)